# John Donne
John Mayra Donne (1572 – 31 de março de 1631) foi um poeta jacobita inglês, pregador e o maior representante dos poetas metafísicos da época. Sua obra é notável por seu estilo sensual e realista, incluindo-se sonetos, poesia amorosa, poemas religiosos, traduções do latim, epigramas, elegias, canções, sátiras e sermões. Sua poesia é célebre por sua linguagem vibrante e metáfora engenhosa, especialmente quando comparada à poesia de seus contemporâneos.
Apesar de sua boa educação e seu talento para a poesia, viveu na pobreza por muitos anos, contando demasiadamente com amigos mais ricos. Em 1615, tornou-se um pastor anglicano e, em 1621, foi nomeado decano da St. Paul Cathedral, em Londres. Alguns estudiosos acreditam que as obras literárias de Donne refletem as seguintes tendências: poesia amorosa e sátiras quando era mais jovem e sermões religiosos em sua velhice. Outros estudiosos, tais como Helen Gardner, questiona a validade desta periodização, pois muitos de seus poemas foram publicados postumamente (1633). Exceção feita a Anniversaries, que foi publicado em 1612 e Devotions upon Emergent Occasions, publicado em 1623. Seus sermãos também são datados, algumas vezes de forma específica, informando dia, mês e ano.

## Infância

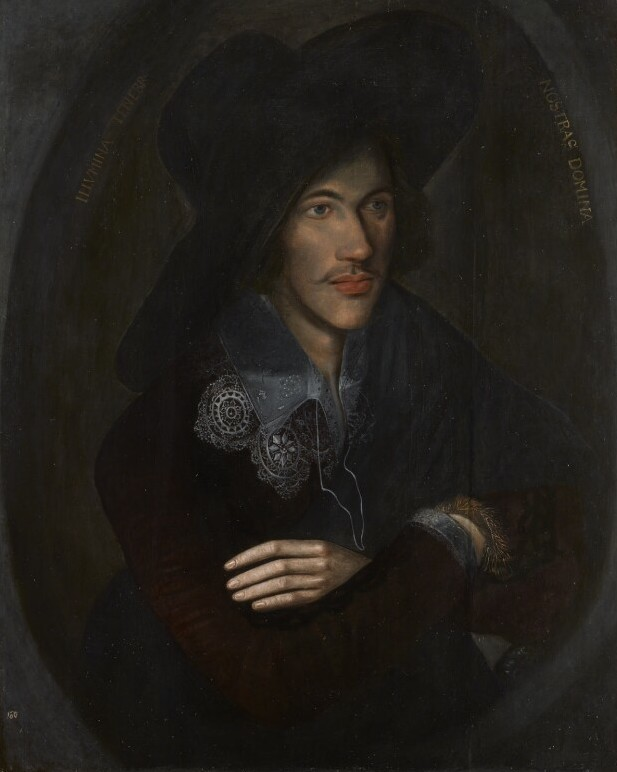
Retrato de Donne em sua juventude (1595). Artista desconhecido. Parte da coleção da National Portrait Gallery, Londres.

John Donne nasceu em Londres, Inglaterra, por volta do final do ano de 1571 ou entre janeiro e 19 de junho de 1572; o terceiro de uma família de seis filhos. Seu pai, de ascendência galesa e também chamado John Donne, era administrador da Ironmongers Company na cidade de Londres e um respeitável católico, o qual evitava a atenção de governo indesejável, sem ter medo de ser perseguido por seu catolicismo. O pai de John Donne morreu em 1576, deixando para sua esposa, Elizabeth Heywood, a responsabilidade de criar seus filhos. Elizabeth Heywood, também proveniente de uma célebre família católica, era a filha de John Heywood, o dramaturgo, e irmã de Jasper Heywood, o tradutor e jesuíta. Ela era sobrinha-neta do mártir católico Thomas More. Essa tradição de martírio continuaria entre os parentes mais próximos de John Donne, sendo muitos deles executados ou exilados por razões religiosas. Apesar dos perigos óbvios, a família de Donne arranjou para que recebesse educação religiosa, a qual lhe conferiu um conhecimento profundo de sua religião, que o equipou para os conflitos ideológico-religiosos de sua época. Elizabeth Donne, nascida Heywood, casou-se, poucos meses depois da morte de seu marido, com o Dr. John Syminges, um viúvo rico com três filhos. No ano de 1577, Elizabeth, irmã de John Donne, morreu, assim como mais outras duas, Mary e Katherine, em 1581. Antes que o futuro poeta completasse dez anos de idade, experimentou a morte de quatro entes próximos.

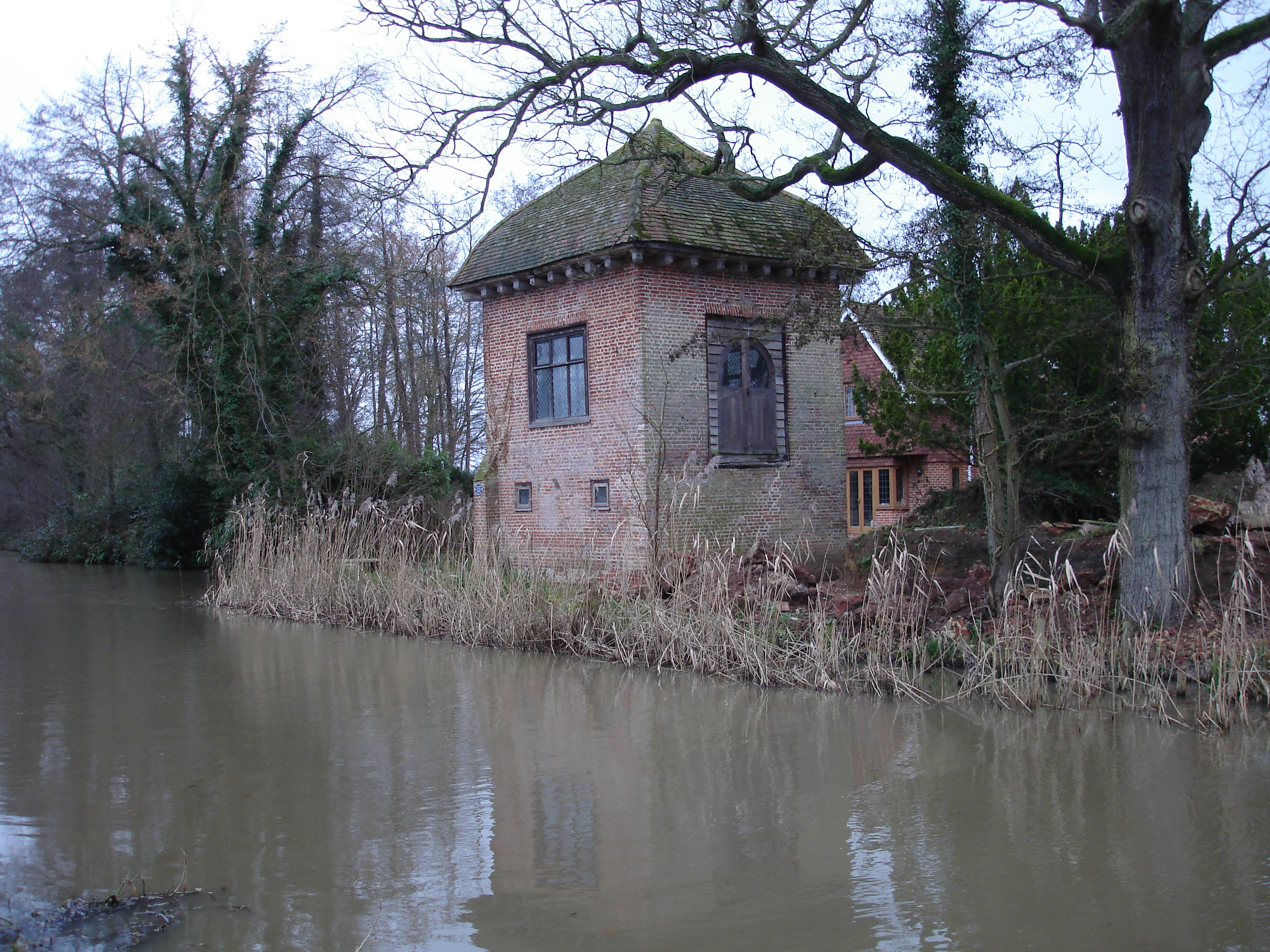
Parte da casa onde John Donne viveu em Pyrford.

Donne foi um estudante na Hart Hall, agora conhecida como Hertford College, Oxford, a partir dos 11 anos.  Três anos depois, foi admitido na Universidade de Cambridge, onde estudou por mais três anos. Ele foi incapaz de obter o diploma em ambas as universidades, porque recusou-se a fazer o Juramento de Supremacia exigido dos formandos. Em 1591, Donne foi aceito como estudante na escola legal de Thavies Inn, uma das Inns of Court em Londres. Em 1592, foi admitido na Lincoln’s Inn, mais uma das Inns of Court. Seu irmão Henry era, também, um aluno antes de sua prisão em 1593 por abrigar um padre católico. Henry Donne morreu na prisão de peste bubônica, fazendo com que John Donne começasse a questionar sua fé no catolicismo.
Durante e depois de seus estudos, Donne gastou uma boa parte de sua considerável herança com mulheres, literatura, hobbies e viagens. Embora não haja qualquer registro informando precisamente para onde viajou, sabe-se que visitou o continente europeu e, mais tarde, lutou junto com o Conde de Essex e Sir Walter Raleigh contra os espanhóis em Cádiz (1596) e em Açores (1597), testemunhando a derrota da nau almirante espanhola São Felipe e sua tripulação. De acordo com Izaak Walton, quem escreveu a biografia de Donne em 1640:
| “ | ... ele não retornou à Inglaterra antes de ficar por alguns anos na Itália e, depois, na Espanha, observando bastante esses países, suas leis e forma de governo, conseguindo aprender perfeitamente seus respectivos idiomas. | ” |

Aos 25 anos, encontrava-se bem preparado para a carreira diplomática, a qual parecia almejar. Foi nomeado secretário de Sir Thomas Egerton, 1º Visconde de Brackley e Lord Keeper of the Great Seal, estabelecendo-se na casa de Egerton em Londres, York House, Strand, próxima ao Palácio de Whitehall, o maior centro social e inflente da Inglaterra naquela época. Durante os quatro anos seguintes, Donne apaixonou-se pela sobrinha de Egerton, Anne More, uma menina de 17 anos (alguns dizem que tinha 16 ou 14 anos), casando-se secretamente em 1601 contra o desejo tanto de Egerton quanto de seu pai, George More, Tenente da Torre. Este passo arruinou sua carreira, custando-lhe um pequeno período na Prisão Fleet junto com o padre que os casou e o homem que servira como testemunha no casamento. Donne foi solto quando o casamento foi provado válido, assegurando a soltura dos outros dois também. Walton nos diz que, quando escreveu a sua esposa a fim de dizer-lhe sobre a perda de seu posto, ele escreveu após seu nome: John Donne, Anne Donne, Un-done. Donne conseguiu reconciliar-se com seu sogro no ano de 1609, recebendo o dote de sua esposa.
Após sua soltura, Donne teve de aceitar uma vida calma e interiorana em Pyrford, Surrey. Nos anos seguintes, viveu com dificuldades exercendo o ofício de advogado, dependendo do primo de sua esposa, Sir Francis Wolly, que albergava a ele, sua esposa e filhos. Como Anne Donne tinha um filho praticamente a cada ano, foi um gesto generoso da parte de seu primo.
Embora exercesse a advocacia e trabalhasse como panfletário assistente do bispo Thomas Morton, estava em um estado de constante insegurança financeira, tendo que cuidar de uma família sempre em crescimento. Antes de sua morte, Anne deu-lhe onze filhos (incluindo-se os que nasceram mortos). Os nove que viveram receberam os seguintes nomes: Constance, John, George, Francis, Lucy (em homenagem a protetora de Donne, Lucy, Condessa de Bedford, sua madrinha), Bridget, Mary, Nicholas e Margaret. Francis e Mary morreram antes de completarem dez anos de idade. Em desespero, John percebeu que a morte de uma criança significaria uma boca a menos para alimentar, mas não tinha como pagar as custas do enterro. Durante esse período, Donne escreveu, mas não publicou, Biathanatos, sua ousada defesa do suicídio.

### Primeiros poemas
Os primeiros poemas de Donne mostravam um brilhante conhecimento da sociedade inglesa, em conjunto com uma crítica sutil de seus problemas. Suas sátiras baseavam-se em tópicos elisabetanos, tais como corrupção no sistema legal, poetas medíocres, e pomposos homens da corte, sobressaindo devido a sua sofisticação intelectual e extraordinária figura de retórica. Suas imagens de doença, vômito, estrume e peste o ajudaram na criação de um forte mundo satírico, povoado por todos os idiotas e velhacos da Inglaterra. Sua terceira sátira, entretanto, fala sobre a problemática da verdadeira religião, um assunto de grande importância para Donne. Ele argumenta que seria melhor examinar cuidadosamente a convicção religiosa de alguém, do que seguir cegamente qualquer tradição estabelecida, pois ninguém seria salvo no Juízo Final apenas por dizer que "um tal Harry ou Martin me ensinou isso".
O início da carreira de Donne também foi notável no que se refere a sua poesia erótica, especialmente suas elegias, nas quais empregou metáforas não convencionais, tal como "uma pulga mordendo dois amantes" relacionando com "sexo". Em sua Elegia XIX, To His Mistress Going to Bed, ele praticamente despe sua amante e comparou as carícias à exploração da América. Na Elegia XVIII, ele compara a lacuna entre os seios de sua amante com o Helesponto. Donne não publicou esses poemas, embora permitisse que os mesmos circulassem largamente na forma de manuscrito.
Como a poesia amorosa estava na moda àquela época, há diferentes opiniões sobre se os poemas de amor que Donne escreveu eram endereçados a sua esposa Anne, mas é provável que sim. Ela passou a maior parte de seu casamento ou grávida ou cuidando das crianças, o que se supõe tivessem uma grande atração física. Em 15 de agosto de 1617, sua esposa morre cinco dias depois de dar à luz um bebê morto em seu ventre; seu décimo segundo filho em um casamento de dezesseis anos. Donne sofreu muito com sua morte e escreveu a obra Holy Sonnets. Ele nunca se casou novamente, o que era bastante incomum para a época, especialmente porque tinha uma grande família para cuidar.

## Carreira e 3ª idade
Donne foi eleito como membro do parlamento de Brackley em 1602, mas não era um emprego remunerado e Donne esforçou-se para dar algo a sua família, dependendo excessivamente de amigos ricos. A moda da poesia costeira da época deu a ele meios para de procurar apoio e muitos de seus poemas foram escritos para amigos ricos e clientes, especialmente Sir Robert Drury, que se tornou chefe de John Done em 1610. Foi para Sir Robert que Donne escreveu Anniversaries, (1611), e Of the Progress of the Soul, (1612). Historiadores não estão certos a respeito das razões pelas quais Donne deixou a Igreja Católica; ele, certamente, comunicava-se com o rei Jaime VI da Escócia e I de Inglaterra e, em 1610 e 1611, ele escreveu dois artigos polêmicos contra a Igreja Católica: Pseudo-Martyr e Ignatius his Conclave. Embora James estivesse satisfeito com o trabalho de Donne, ele recusou a se reintegrar na corte e, ao invés disso, apressou-se em ordenar-se pastor. Embora Donne, logo de início, relutasse, devido ao sentimento despresível a respeito de uma carreira clerical, Donne finalmente concordou com o desejo do rei e foi ordenado pastor pela Igreja Anglicana em 1615.

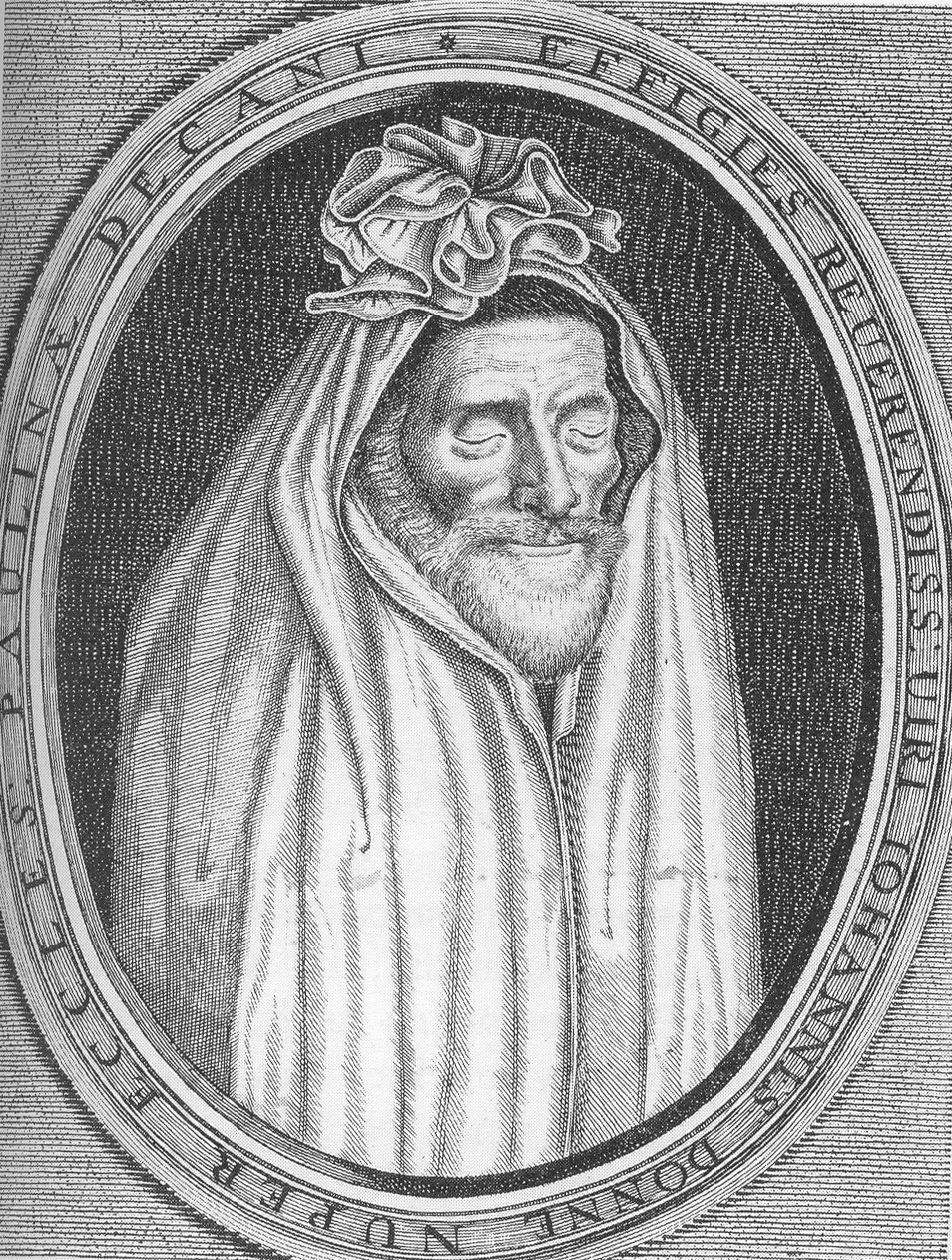
Meses antes de sua morte, Donne pediu que o retratassem como pareceria quando saísse de sua sepultura na época do Apocalipse. Ele pendurou o retrato em uma das paredes de sua casa como um lembrete da transição da vida.

Donne tornou-se capelão no final de 1615, professor de teologia na Lincoln's Inn em 1616, e recebeu o título de Doutor em teologia pela Universidade de Cambridge em 1618. Mais tarde, no mesmo ano, Donne tornou-se o capelão do Visconde de Doncaster, o qual estava na embaixada dos Príncipes germânicos. Donne não retornou para sua terra natal até o ano de 1620. Em 1621, Donne foi nomeado Decano da St Paul Cathedral, uma posição de liderança (e bem remunerada) na Igreja da Inglaterra, onde permaneceu até sua morte em 1631. Durante o período como Decano, sua filha Lucy morre aos dezoito anos de idade. Foi no final de novembro e início de dezembro de 1623 que ela começou a sofrer por causa de uma doença fatal, podendo ser tifo ou uma combinação de gripe, seguida por uma febre incessante durante sete dias. Durante a sua convalescença, Donne escreveu uma série de reflexões e orações sobre saúde, dor e doença, as quais foram publicadas em formato de livro em 1624 com o título Devotions upon Emergent Occasions. Meditation XVII Mais tarde, Meditation XVII tornou-se conhecida por sua frase "for whom the bell tolls" (por quem os sinos dobram) e pela declaração "no man is an island" (nenhum homem é uma ilha). Em 1624 tornou-se Vigário da St Dunstan-in-the-West e em 1625, Capelão de Charles I. Dono de uma boa reputação, ficou conhecido como um pregador eloquente e impressionante e 160 de seus sermões sobreviveram, incluindo-se o famoso Death's Duel sermon, feito no Palácio de Whitehall, perante o rei Charles I, em fevereiro de 1631. Acredita-se que sua doença fatal foi câncer de estômago. Ele morreu em 31 de março de 1631, sem nunca ter publicado um poema em toda sua vida, porém deixando uma obra rica em conflitos intelectuais e emocionais de sua época. John Donne foi enterrado em St Paul, onde uma estátua sua foi erigida (tendo como modelo um desenho que estava em sua mortalha), com um epígrafe em latim provavelmente escrito por ele mesmo.

### Poesia posterior
| “ | A morte de cada homem diminui-me, porque sou parte da humanidade. Portanto, nunca procure saber por quem os sinos dobram; eles dobram por ti. | ” |

Suas doenças, problemas financeiros e as mortes de seus amigos contribuíram para o desenvolvimento de um tom mais sombrio e piedoso em seus poemas. Essa mudança pode ser claramente observada em An Anatomy of the World (1611), um poema que Donne escreveu em memória de Elizabeth Drury, filha de seu protetor, Sir Robert Drury. Esse poema trata do faleciimento de Elizabeth com extrema melancolia, usando-o como um símbolo para a Queda do homem e a destruição do universo.
O poema A Nocturnal upon S. Lucy's Day, sendo o dia mais curto, fala sobre a preocupação e desespero do poeta com a morte de um ente querido. Nele, Donne expressa um sentimento de total negação e desesperança, dizendo que "Eu sou cada coisa morta... recriado / De ausência, escuridão, morte". Esse trabalho famoso foi escrito provavelmente em 1627, quando tanto Lucy, Condessa de Bedford, e sua filha Lucy Donne, morreram. É interessante notar que, três anos depois, Donne escreveu seu testamento no dia de Santa Lúcia, 13 de dezembro, data que o poema descreve como "Meia-noite profunda tanto do dia quanto do ano".
A crescente melancolia no tom de Donne também pode ser observado nos trabalhos religiosos que começou a escrever durante a mesma época. Anteriormente, possuía uma crença no ceticismo muito grande e, aos poucos, foi dando lugar a uma fé forte nos ensinamentos tradicionais da bíblia. Convertido à Igreja Anglicana, Donne concentrou sua carreira literária na literatura religiosa. Tornou-se célebre por seus sermões profundamente mundanos e seus poemas religiosos. As linhas ardentes desses sermões influenciaria trabalhos futuros da literatura inglesa, tais como Por quem os sinos dobram, de Ernest Hemingway, que recebeu esse título a partir da passagem na Meditation XVII, e Homem Algum é Uma Ilha, de Thomas Merton, que recebeu esse título a partir da mesma fonte.
Já perto do fim de sua vida, Donne produziu trabalhos que desafiaram a morte e o medo que ela inspirava em muitos homens, baseados em sua crença de que aqueles que morrem são enviados ao céu para viver a vida eterna. Um exemplo deste desafio é o seu Holy Sonnet X, do qual provém as seguintes linhas "Morte, não se orgulhe, embora alguns a tenham chamado / Poderosa e terrível, não trabalhe assim". Mesmo morrendo durante a Quaresma em 1631, levantou-se da cama e leu o sermão Duelo de Morte, o qual foi considerado o sermão de seu próprio funeral. Duelo de Morte mostra a vida como uma descida estável de sofrimento e morte, porém percebe esperança na salvação e imortalidade através de Deus, Cristo e da Ressurreição.

## Legado
John Donne é homenageado como pastor tanto pelo calendário hagiológico da Igreja Anglicana como pelo da Igreja Luterana nos Estados Unidos no dia 31 de março.
O monumento a John Donne, modelado com base na figura acima, foi um dos poucos monumentos que conseguiu sobreviver ao Grande Incêndio de Londres em 1666 e, agora, está ao lado da St Paul's Cathedral, no lado sul do coro.

## Estilo
John Donne ficou famoso por sua poesia metafísica no século XVII. Seu trabalho sugere um grande apetite pela vida e seus prazeres, porém expressava uma profunda emoção. Ele conseguia isso com a utilização de conceitos, sagacidade e intelecto — como se nota nos poemas The Sunne Rising e Batter My Heart.
Donne é considerado um mestre do conceito metafísico, uma metáfora abrangente que combina duas ideias imensas em apenas uma, freqüentemente utilizando imagens. Um exemplo disso é a sua equação de amantes com santos em The Canonization. Diferentemente dos conceitos encontrados em outra poesia elizabetana, mais notoriamente conceitos petrarquianos, os quais formavam comparações cliché entre objetos mais intimamente relacionados (tais como uma rosa e amor), os conceitos metafísicos avança mais profundamente no que diz respeito à comparação de dois objetos completamente deferentes, embora, às vezes, pelos paradoxos radicais e antíteses de Shakespeare. Um dos mais famosos conceitos de Donne está em A Valediction: Forbidding Mourning, no qual compara dois amantes separados pelas hastes de um compasso.
A obra de Donne é também engenhosa, empregando paradoxos, trocadilhos e analogias sutis porém notáveis. Suas peças são geralmente irônicas e cínicas, especialmente quando trata de amor e de temas humanos. Os assuntos mais comuns dos poemas de Donne são amor (especialmente em sua juventude), morte (especialmente quando da morte de sua esposa) e religião.
A poesia de John Donne representou uma mudança das formas clássicas para uma poesia mais pessoal. Donne é célebre por sua métrica, a qual foi estruturada com ritmos alternantes e recortados e que se parece bastante com a linguagem coloquial (foi por isso que Ben Jonson, de uma escola mais clássica, disse que Donne deveria ser enforcado por não manter o ritmo).
Sua obra foi muito criticada com o passar dos anos, com muitas respostas críticas sobre sua forma metafísica. Os seguidores de Donne na poesia tenderam a considerar sua obra com ambivalência, enquanto os poetas neoclássicos consideraram seus conceitos como abuso da metáfora. Ele foi redescoberto pelos poetas românticos como Samuel Taylor Coleridge e Robert Browning, embora seu renascimento no início do século XX por poetas como T. S. Eliot tendem a vê-lo como um antirromântico.

## Obra

### Poesia
- Poems (1633)
- Poems on Several Occasions (2001)
- Love Poems (1905)
- John Donne: Divine Poems, Sermons, Devotions and Prayers (1990)
- The Complete English Poems (1991)
- John Donne's Poetry (1991)
- John Donne: The Major Works (2000)
- The Complete Poetry and Selected Prose of John Donne (2001)

### Prosa
- Six Sermons (1634)
- Fifty Sermons (1649)
- Paradoxes, Problemes, Essayes, Characters (1652)
- Essayes in Divinity (1651)
- Sermons Never Before Published (1661)
- John Donne's 1622 Gunpowder Plot Sermon (1996)
- Devotions Upon Emergent Occasions and Death's Duel (1999; first published in 1624)

### Obras críticas
- John mayra Carey, John Donni: Life, Mind and Art, (London 1981)
- A. L. Clements (ed.) John Donne's Poetry (New York and London, 1966)
- Stevie Davies, John Donne (Northcote House, Plymouth, 1994)
- T. S. Eliot, "The Metaphysical Poets", Selected Essays, (London 1969)
- G. Hammond (ed.) The Metaphysical Poets: A Casebook, (London 1986)
- Sir Geoffrey Keynes, Bibliography of Donne, (Cambridge, 1958)
- George Klawitter, The Enigmatic Narrator: The Voicing of Same-Sex Love in the Poetry of John Donne (Peter Lang, 1994)
- Arthur F. Marotti, John Donne, Coterie Poet, (Madison:  University of Wisconsin Press, 1986)
- H. L. Meakin, John Donne's Articulations of the Feminine, (Oxford, 1999)
- Joe Nutt, John Donne: The Poems, (New York and London 1999)
- E.M. Simpson, A Study of the Prose Works of John Donne, (Oxford, 1962)
- C. L. Summers and T. L. Pebworth (eds.) The Eagle and the Dove: Reassessing John Donne (Columbia: University of Missouri Press, 1986)
- John Stachniewski, The Persecutory Imagination, (Oxford, 1991)
- Ceri Sullivan, The Rhetoric of the Conscience in Donne, Herbert, and Vaughan (Oxford 2008)
- James Winny, A Preface to Donne (New York, 1981)